# Marco Lucchesi (scrittore)
Marco Americo Lucchesi (Rio de Janeiro, 9 dicembre 1963) è uno scrittore, traduttore e poeta brasiliano con cittadinanza italiana.

## Biografia
Marco Americo Lucchesi è nato il 9 dicembre 1963 a Rio de Janeiro, figlio degli emigrati italiani Egidio Lucchesi ed Elena Dati. Per via delle sue origini è cresciuto bilingue e con un forte attaccamento a entrambe le culture brasiliana e italiana. A partire dagli otto anni abita a Niterói, si iscrive al collegio salesiano di Santa Rosa.

Primo brasiliano di una famiglia italiana originaria di Massarosa (Lucca) in Toscana. La famiglia di origine vive lì e i suoi legami con il territorio di Lucca sono molto forti.
I versi dell'Orlando Furioso e della Divina Commedia fanno parte dei ricordi della sua infanzia.
La sua produzione è iniziata in età precoce; le sue prime pubblicazioni sono state realizzate già nell'adolescenza. La sua formazione è stata influenzata da alcune figure con le quali ha intrattenuto – ancora molto giovane – dialoghi decisivi per il suo percorso, tra cui Antonio Carlos Villaça, Nise da Silveira e Carlos Drummond de Andrade. Nel corso degli anni anche altri incontri sono stati per lui determinanti, quello con Nagib Mahfuz, in Egitto, con Umberto Eco e Mario Luzi, entrambi in Italia, e con padre Paolo Dall'Oglio in Siria.
Oltre alla sua attività letteraria, soprattutto nella poesia e la narrativa, la sua ricerca si fonda su un'attitudine multidisciplinare che abbraccia la filosofia, la letteratura, la musica, la filosofia della matematica, la teologia, l'astronomia e le arti in generale.
Si è laureato in storia all'Università Federale Fluminense (UFF) e ha ricevuto i titoli di master e dottorato in scienza della letteratura dalla Università federale di Rio de Janeiro (UFRJ), e di post-dottorato in filosofia del Rinascimento dall'Università di Colonia in Germania. Ricopre il ruolo di professore ordinario di letteratura comparata nella facoltà di lettere dell'Università federale di Rio de Janeiro (UFRJ).
Appartiene a diverse istituzioni, tra le quali spiccano l'Accademia delle scienze di Lisbona, l'Accademia lucchese di scienze, lettere e arti, Lettere e Arti, la Sociedade Brasileira de Geografia, l'Academia Fluminense de Letras, e del Movimento Humanos Direitos. È ricercatore del Consiglio Nazionale di Sviluppo Scientifico e Tecnologico (CNPq).
È stato eletto all'Academia Brasileira de Letras (ABL) il 3 marzo 2011. A dicembre 2017 è stato eletto presidente dell'ABL, restando in carica fino al dicembre 2021.
Nel mese di gennaio 2023, il presidente Ignazio Lula da Silva e il Ministro della cultura Margareth Menezes lo chiamano alla Presidenza della Fondazione Biblioteca Nazionale brasiliana (FBN) ufficializzata l'08/02/2023

## Dal discorso di insediamento alla Presidenza dell'ABL[1]

### Due patrie e due lingue
La prima veniva dagli occhi castano chiaro di mia madre, dove bevevo la lingua toscana: la melodia tortuosa delle colline che impediscono a chi è a Lucca di vedere chi è a Pisa, come diceva Dante; il profumo puro dell'olio delle terre di Massarosa e del cielo infuocato, al limite del crepuscolo; verbi e vocaboli antichi, come acquaio, augello, polla, che si intrecciano con la vegetazione del lago di Massaciuccoli; l'altezza delle vocali, come quella del campanile di Pieve a Elici, dove mi perdo in un sogno di ascesa. La mia memoria assorbe brani della Divina Commedia, come quella di Paolo e Francesca...
L'altra lingua è il portoghese, che ho imparato ad amare due volte, da brasiliano e figlio di italiani. Linguaggio di matrice antica, di mari selvaggi e selvaggi entroterra, dell'Esmeraldo de situ orbis; periferie di Leopoldina e vecchie spiagge, come Icaraí, Adão e Eva, Jurujuba; lingua delle nazioni indigene e africane; lingua di Vieira, contro le armi dell'Olanda; il magma di Guimarães Rosa; delle tempeste che travolgono l'opera di Clarice; dell'abisso in cui galleggia il delirio di Brás Cubas. Tutti hanno ripercussioni sul mio destino di scrittore. Come dimenticare, in fondo, l'insuperabile lezione di Teti?

## Opere
Lucchesi ha pubblicato opere di poesia, romanzi, memoriali e saggi. I suoi libri sono stati tradotti in arabo, romeno, italiano, inglese, francese, tedesco, spagnolo, persiano, russo, turco, polacco, hindi, svedese, ungherese, urdu, bengalese e latino.
Oltre alla sua attività letteraria, soprattutto nella poesia e la narrativa, la sua ricerca si fonda su un’attitudine multidisciplinare che abbraccia la filosofia, la letteratura, la musica, la filosofia della matematica, la teologia, l’astronomia e le arti in generale.

### Poesia
- Maví (2022)
- Domínios da Insônia: Novos Poemas Reunidos (2019)
- "Mal de amor" (2018)
- "Rebis" (2017)
- "Hinos Matemáticos" (2015)
- "Clio" (2014). Segundo lugar do Prêmio Jabuti 2015
- "Meridiano celeste & bestiário" (2006). Premio Alfonso de Guimarães della Biblioteca Nazionale 2006. Finalista al Premio Jabuti 2007.
- "Sphera" (2003). Prêmio de Poesia Da Costa e Silva da UBE, 2004. Segundo lugar do Prêmio Jabuti 2004. Pré-finalista do Prêmio Portugal Telecom 2004.
- "Poemas reunidos" (2001). Finalista do Prêmio Jabuti 2002.
- "Alma Venus" (2000)
- "Bizâncio" (1997). Comenda Espatário da Trebizonda. Finalista do Prêmio Jabuti 1999.

### Romanzi
- "Adeus, Pirandello" (2022)
- 'O bibliotecário do imperador (2013). Prêmio Machado de Assis da UBE, 2013. Finalista do Prêmio São Paulo 2014.
- "O dom do crime" (2010). Prêmio Machado de Assis da UBE, 2011. Segundo lugar do Prêmio Brasília 2012. Finalista do Prêmio São Paulo 2011.

### Novelle
- "Marina" (2023)

### Memorie
- Saudades do paraíso (1997)
- Os olhos do deserto (2019)

### Saggi
- "Cultura da paz" (2020)
- "Carteiro Imaterial" (2016)
- "Nove cartas sobre a Divina Comédia" (2013)
- "O livro de Deus na obra de Dante: Uma releitura na Baixa Modernidade" (2011)
- "Ficções de um gabinete ocidental" (2009). Prêmio Ars Latina de Ensaio (Romênia), 2010. Prêmio Orígenes Lessa da UBE, 2010.
- "A memória de Ulisses" (2006). Prêmio João Fagundes de Meneses da UBE, 2007.
- "Teatro alquímico: diário de leituras" (1999). Prêmio Eduardo Frieiro da Academia Mineira de Letras, 2000.
- "O sorriso do caos" (1997)
- "A paixão do infinito" (1994)
- "Breve introdução ao Inferno de Dante" (1985)

### Aforismi
- "Paisagem Lunar" (2023)
- "Arena Maris" (2021)
- "Vestígios: Diário filosófico" (2021)
- "Trívia: Diário filosófico" (2019)

### Testi ludici
- "Alivorte (2021)
- "Catálogo da Biblioteca do Excelentíssimo Senhor Marquês Umbelino Frisão" (2017)
- "Bazati dir Härstä Laputar/ Rudimentos da língua laputar" (2015)

### Opere tradotte
- "Clio" (2023)
- "Microcosmo / 小宇宙" (2023)
- "Peregrinări memorabile prin bibliotheca universali" (2023)
- "Babel" (2022)
- "Mal de Amor" (2022)
- "21 poemas / Wierszy" (2021)
- "Il nome dei gatti: dall’universo al multiverso" (2021)
- "Mal D´Amour" (2021)
- "La indecisa aurora" (2021)
- "Elipsis y refracción" (2021)
- "Mal d´Amore" (2021)
- "Vicino alla distanza" (2021)
- "Céu em chamas" (2020)
- "In my most distant lands" (2020)
- "Meridian celest & alte poeme". Ediție bilingvă (2018)
- "5 poemas de Marco Lucchesi" (2014)
- "Surasul haosului" (2013)
- "Oriente/Ocidente" (2012)
- "Prieteniala Patru Mâini" (2005)
- "Hyades" (2005) [Tradução de George Popescu]. Craiova (Romênia): Autograf, MJM, Isfahan (2003)
- "Gradinile Somnului" (2003)

## Il lavoro di traduttore
Grazie alla conoscenza di più di 20 lingue, Marco Lucchesi vanta all'attivo traduzioni nelle lingue più parlate al mondo. Ha persino creato una lingua artificiale analoga all'Esperanto denominata "Laputar"
Ha tradotto molti autori, tra cui, pubblicati in libro, due romanzi di Umberto Eco, La Scienza Nuova, di Vico, le poesie del romanzo Il dottor Živago, opere di Guillevic, Primo Levi, Rumi, Hölderlin, Khlebnikov, Trakl, Juan de la Cruz, Francisco Quevedo, Angelus Silesius.

## La carriera accademica
Si è laureato in Storia all’Università Federale Fluminense (UFF) e ha ricevuto i titoli di Master e Dottorato in Scienza della Letteratura, dalla UFRJ, e di post-dottorato in Filosofia del Rinascimento dall’Università di Colonia, in Germania.
- Professore ordinario di Letteratura Comparata nella Facoltà di Lettere dell’Università Federale di Rio de Janeiro (UFRJ)[6].
- È stato professore visitatore della Fiocruz, delle università di Roma II, Tor Vergata, di Craiova, in Romania, di Concepción in Cile.
- Nel 2016, ha ricevuto il titolo di Dottore Honoris Causa dall’Università Tibiscus, di Timisoara.

Appartiene a diverse istituzioni, tra le quali spiccano l’Academia das Ciências de Lisboa, l’Accademia Lucchese di Scienze Lettere e Arti, la Sociedade Brasileira de Geografia, l’Academia Fluminense de Letras, e del Movimento Humanos Direitos.

## L'Accademia brasiliana di Lettere (ABL)
È stato eletto Accademico il 3 marzo 2011, tra i più giovani della storia Brasiliana all'età 48 anni.
Settimo occupante del seggio numero 15, per succedere a Padre Fernando Bastos de Ávila. È stato ricevuto il 20 maggio 2011 dall'Accademico Tarcísio Padilha.

### Presidente dell'Accademia Brasiliana di Lettere
È stato eletto presidente dell’Accademia Brasiliana di Lettere nel mese di dicembre 2017, il più giovane presidente degli ultimi 70 anni, restando in carica fino al dicembre 2021

## Le Conferenze
Ha tenuto conferenze in Brasile e in varie università nel mondo: Sorbonne-Paris III, Orientale di Napoli, Universidad de Salamanca, La Sapienza (Roma), Università Jagellonica di Cracovia, Università di Colonia, PUC di Santiago, Università della Malesia,  Universidade Nova de Lisboa, Università di Buenos Aires, Universidad de Los Andes (Mérida, Venezuela), Tuffs (Tokyo), Università Islamica di Delhi, oltre a innumerevoli seminari, fiere del libro e incontri letterari, in Bolivia, Paraguay, Serbia, Messico, Perù, Colombia, Italia, Svezia, Libano, Arabia Saudita, India e Oman.
 Marco Lucchesi parteciperà a due conferenze all'Unesco, su academia.org.br.
 Marco Lucchesi, Università degli Studi di Napoli "L'Orientale", Hüzün e Saudade: dialogo tra Yunus Emre e Fernando Pessoa, CSACTI Lecture, Napoli, 26/04/2022. URL consultato il 23 maggio 2022 (archiviato dall'url originale il 1º novembre 2022).

## Giornalismo, eventi ed editoria

### Editoria
Membro del consiglio dell’Editora dell’UFRJ, così come di varie riviste scientifiche e letterarie in Brasile, America Latina ed Europa.
Editore delle collezioni “Espelho do Mundo” e “Memórias do Futuro”, per la casa editrice Rocco.
È stato editore della rivista Poesia Sempre, di Tempo Brasileiro, della rivista Mosaico Italiano e direttore della Revista Brasileira della ABL.
Consulente per le case editrici, Record, Nova Fronteira, Nova Aguilar, José Olympio, Civilização Brasileira e Bem-Te-Vi, noto anche nel settore della Coordenação Geral de Pesquisa e Editoração della Biblioteca Nazionale, responsabile delle edizioni.
Membro del Conselho Nacional de Política Cultural do Ministério da Cultura fino al 2017

### Giornalismo
Ha collaborato sempre per importanti giornali, al momento è colonnista mensile in O Globo; è stato drammaturgo, in montaggi teatrali carioca; ha organizzato seminari per il Centro Cultural Banco do Brasil e la Funiarte,

### Curatore di eventi
Oltre ad essere stato curatore di esposizioni della Biblioteca Nacional, come quelle che hanno celebrato i cento anni dalla morte di due scrittori brasiliani: "Machado de Assis, cem anos de uma cartografia inacabada" (2008), e “Uma poética do espaço brasileiro”, su Euclides da Cunha (2009). Nel 2010, è stato responsabile della grande esposizione del bicentenario di tale Casa: “Biblioteca Nacional 200 anos: uma defesa do infinito” e nel 2015 dei festeggiamenti dei 450 anni di Rio con l’esposizione: “Rio de Janeiro 450 anos, uma História do Futuro”. Oggi all’Accademia Brasiliana delle Lettere è responsabile del programma Música de Câmara. Nel 2021 ha curato la mostra su Dante:  “Dante 700 anos: os olhos de Beatriz”

## L'impegno civile per l'Amazzonia e per i diritti umani
Importante il suo attivismo in difesa dei diritti umani, con la sua costante presenza in comunità e carceri carioca, tramite progetti letterari ed educativi.
Fa parte del direttivo del “Movimento Umani Diritti” del Brasile, che si batte principalmente per la dignità del lavoro e contro forme equiparabili alla schiavitù.
Membro del Gruppo di Lavoro del Consiglio Nazionale della Giustizia per incentivare la lettura e lo studio negli spazi privi di libertà e afferma il diritto fondamentale alla lettura nelle carceri.
Impegnato nell'opera di alfabetizzazione delle comunità più povere e della diffusione lettura, ha svolto un'intensa attività in tal senso.
Come Presidente dell'Accademia brasiliana di lettere nel 2019 firma un accordo con l'Istituto delle terre e della cartografia dello Stato di Rio de Janeiro (Iterj) per la formazione di biblioteche nelle comunità favore delle comunità Quilombos – comunità fondata da schiavi africani fuggiti dalle piantagioni in cui erano prigionieri nel Brasile all'epoca della schiavitù – dove vivono tuttora i loro discendenti e nella scuole che servono questa popolazione.

### L'impegno nelle comunità carcerarie
Visita periodicamente le carceri di Rio de Janeiro, e di alcune zone di Brasilia per portare un messaggio di speranza e vicinanza attraverso la letteratura come spazio di libertà nelle scuole all'interno delle carceri e arricchendo ogni volta le loro biblioteche.
In nome delle attività che svolge, nel 2017 gli è stato reso omaggio con il nome di due biblioteche: la biblioteca della Scuola Statale Prof.ssa Sonia Maria e la biblioteca della Scuola Statale Angenor de Oliveira Cartola, entrambe nel Complesso Penitenziario di Bangu 4, Rio de Janeiro.

### Amazonia e comunità indios
Tra le varie lingue conosciute, ha imparato rudimenti di alcune lingue degli popoli originari. Ha ricevuto in língua guaranì i leader degli índios quando presidente dell’Accademia Brasiliana di Lettere.
Sempre in contatto con i movimenti politici riguardanti la salvaguardia culturale e la demarcazione delle loro terre. Ha visitato diverse nazioni indigene negli stati di Rio, Pará e Amazzonia, cercando di visitare le scuole bilingue e fare donazione alle biblioteche locali, a seconda delle loro richieste.

## Premi e onorificenze
2023 - Comenda Mérito Acadêmico, Escola Superior da Magistratura do Amazonas
2022 - Cittadino onorario di Massarosa, Comune di Massarosa, Lucca - Italia
2020 - Dottore Honoris Causa, Universidade Aurel Vlaicu de Arad, Romania.
2019 - Prêmio Internacional da Latinidade, Academia Romena e Museu Nacional Literatura Romena.
2019 - Encomio Ib Gato Falcão, Accademia di Lettere dell'Alagoas.
2019 - Medaglia afro-brasiliana al merito civile, Collegio Zumbi dos Palmares.
2019 - Medaglia Prof. Kosciuszko Barbosa Leão, Accademia di Lettere di Espírito Santo.
2019 - Premio al merito culturale VI Fiera letteraria Capixaba, Università Federale di Espírito Santo.
2019 - Premio Makes a Difference, categoria libri, giornale O Globo.
2018 - Prêmio George Bacovia – Festival Internacional de Poesia. Bucarest.
2018 - Prêmio IFEC – Instituto Interamericano de Fomento à Educação, Cultura e Ciência.
2018 - Premio "A Sociedade Aplaude", Grupo Fluminense Multimídia.
2018 - Medaglia Amico della Marina.
2018 – Distinctie de Onoare, Institutul Cultural Român, Bucarest.
2018 – Ambasador al Poeziei, Festival Internazionale di Poesia a Iasi (Romania).
2017 – Doutor Honoris Causa, Universitatea Tibiscus (Timisoara, Romania).
2016 – Secondo al Premio Jabuti di Poesia, Camera Brasiliana del Libro.
2014 – Prêmio Machado de Assis, Unione Brasiliana degli Scrittori.
2012 – Diploma del Consolato della Romania a Rio.
2012 – Premio Brasília di Letteratura.
2011 – Premio Pantera d'Oro della città di Lucca.
2011 – Premio Orígenes Lessa, dell'Unione Brasiliana degli Scrittori.
2010 – Medaglia Simões Lopes Neto dello Stato del Rio Grande del Sud.
2010 – Premio Ars Latina di saggistica di Craiova (Romania).
2009 – Premio Alceu Amoroso Lima: Poesia e Libert.
2008 – Medaglia dell'Accademia Maranhense di Lettere.
2008 – Premio Mário Barata di saggistica, Unione Brasiliana degli Scrittori.
2008 – Premio João Fagundes de Meneses di saggistica, Unione Brasiliana degli Scrittori.
2007 – Premio Alphonsus de Guimarães di poesia, della Biblioteca Nazionale del Brasile.
2006 – Premio Marin Sorescu, Craiova (Romania).
2005 – Premio Costa e Silva di Poesia, Unione Brasiliana degli scrittori.
2004 – Secondo al Premio Jabuti di Poesia, Camera Brasiliana del Libro.
2003 – Premio Nazionale per la Traduzione del Ministero dei Beni Culturali.
2003 – Premio della Camera di Commércio di Lucca.
2002 – Terzo al Premio Jabuti della Traduzione, Camera Brasiliana del Libro.
2001 – Premio San Paolo Città di Torino di poesia.
2001 – Premio Unione Latina.
2000 – Premio Speciale del Presidente della Repubblica Carlo Azeglio Ciampi: Prometeo d'Argento.
2000 – Premio Eduardo Frieiro dell'Accademia di Lettere di Minas Gerais.
2000 – Premio Speciale Marcello Binacchin, Società Marcello Binacchin.
2000 – Premio Internazionale di Poesia Cilento, Associazione Cilento di Poesia.
1999 – Titolo di Spatarios della Trebizonda, Spagna.
1999 – Premio Paulo Rónai di Traduzione, Biblioteca Nazionale.
1996 – Merito dell'Unione Brasiliana degli Scrittori.
1995 – Medaglia Tiradentes delAssamblea Legislativa dello Stato di Rio de Janeiro.
1994 – Medaglia dell'Associazione Lucchesi nel Mondo.
1991 – Medaglia José Cândido de Carvalho, Comune di Niterói.
1990 – Medaglia José Geraldo Bezerra de Meneses, Comune di Niterói, 1988.